# メルリール湖
メルリール湖(アラビア語: شط ملغيغ, Chott Melrhir, Chott Melghir, Chott Melhir)は、アルジェリアの北東部にある塩湖。面積は季節によって変化するが、最大面積は6,700km2でアルジェリア最大である。名称に含まれるChottは英語の「dry lake」や「salt lake」を意味し、サハラ砂漠地域に多くみられる。

## 地理
チュニジア東岸のガベス湾から西方のサハラ砂漠内部に低地が延びている。北アフリカ最大の塩湖であるジェリド湖（チュニジア）を越えて内陸に向かい、低地の最西端にメルリール湖がある。湖面標高は一定ではないが、海抜を下回る-40m（-131ft）であり、湖周辺はアルジェリアの最低地点である。たいていの時期において、湖の東西幅は130kmよりも長い。近隣の都市としては、北東60kmにビスクラがあり、南85kmにはエル・ウェドとトゥーグラがある。

## 水文
冬の雨季には北や北西から数多くのワジ（雨季のみ水が流れる涸れ川）が流れ、湖はワジから流れ込む水で満たされる。最大のワジはジェディ川とアラブ川であり、オーレス山地の斜面を西から東に下りながらメルリール湖まで流れる。その他のワジにはアビオド谷やビスクラ谷などがある。夏期には湖とほとんどの川が乾きメルリール湖は塩田に変化する。湖水の年間蒸発量は9.6km3から20km3の間で変化し、湖近くの土壌からの蒸発は14 km3に達する。メルリール湖の南西に位置する近くのメルアン湖とは、場所によっては4kmという狭さとなる恒久的な乾燥地の筋で隔てられている。

## 地質
モロッコからアルジェリア北部にかけて伸びるアトラス山脈が形成される際に大地が圧縮された結果、中新世と更新世前期にメルリール湖が形成された。湖底は主に石膏や泥で構成され、夏期は塩で覆われている。湖はニンニクのような臭気を放つ。湖やその周辺の乾燥した土壌は耕地に見えるが、その高濃度の塩分のためにほとんど不毛の土地である。同様の理由で、土壌は一晩かけて多くの水分を取りこみ、一日の大部分は部分的に湿った状態を維持している。

## 気候
メルリール湖周辺は暑く乾燥しており、降水量が少なく湖面からの蒸発量が多い。平均最低気温は摂氏11.4度、平均最高気温は34.2度だが、季節によっては最低気温が0度となることもある。年間降水量は160mmを下回る。風速は2.7m/秒から5.3m/秒の間であり、6月から9月には南東に向けて、秋から早春にかけては北西に向けて吹くことが多い。冬と夏には頻繁に砂嵐が起こり、年平均39日も発生する。

## 動植物
湖の浅瀬は塩水に適応した72種の植物で構成される希少な植物を含んでいる。ヒユ科、シーラベンダー、イグサ、アツケシソウ、フトイなどである。アルジェリアではここにしかない種がいくつかあり、Fagonia microphylla、Oudneya africana、Zygophyllum cornutum、Limoniastrum feii、Ammosperma cinereaなど14種は固有種である。それらは30cmの高さまで成長し、主にカモ、サケイ、フサエリショウノガン、オオフラミンゴなど比較的豊かな鳥類相を形成する。湖水は0.4kg/lにも達する高濃度の塩分で満ちており、ブラインシュリンプなど少数の動物種しか維持できない。湖周辺ではイノシシ、ゴールデンジャッカル、ノウサギ、キツネなどが観察されている。2003年6月、メルリール湖はラムサール条約登録湿地となり、水鳥の生息地として国際的に重要な湿地として認められた。

## ギャラリー

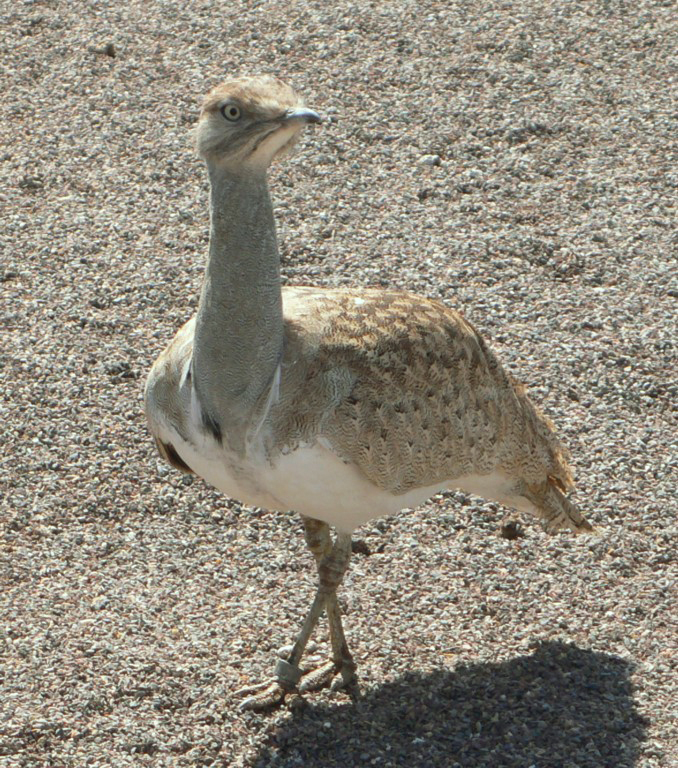
周辺に生息しているフサエリショウノガン
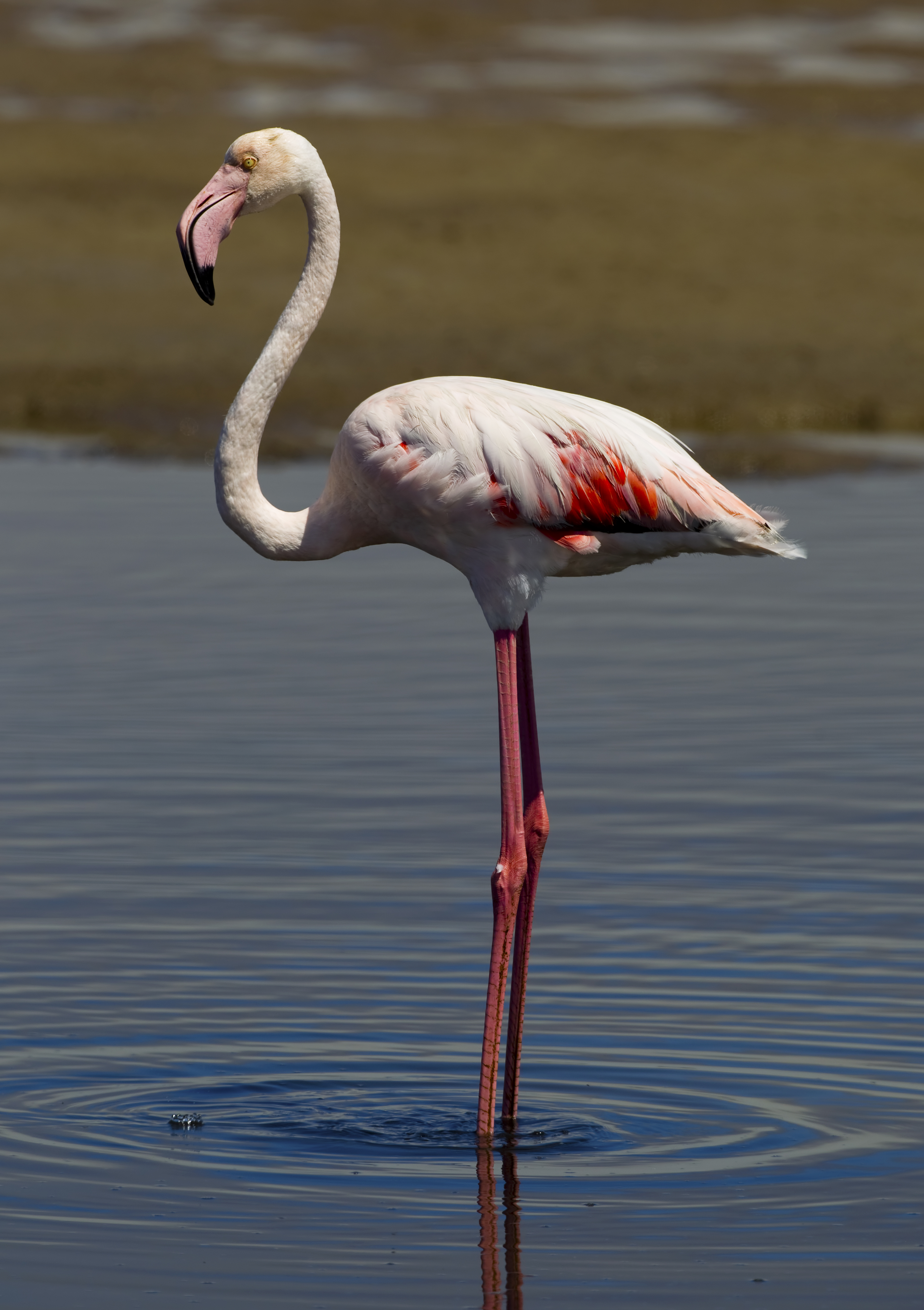
周辺に生息しているオオフラミンゴ
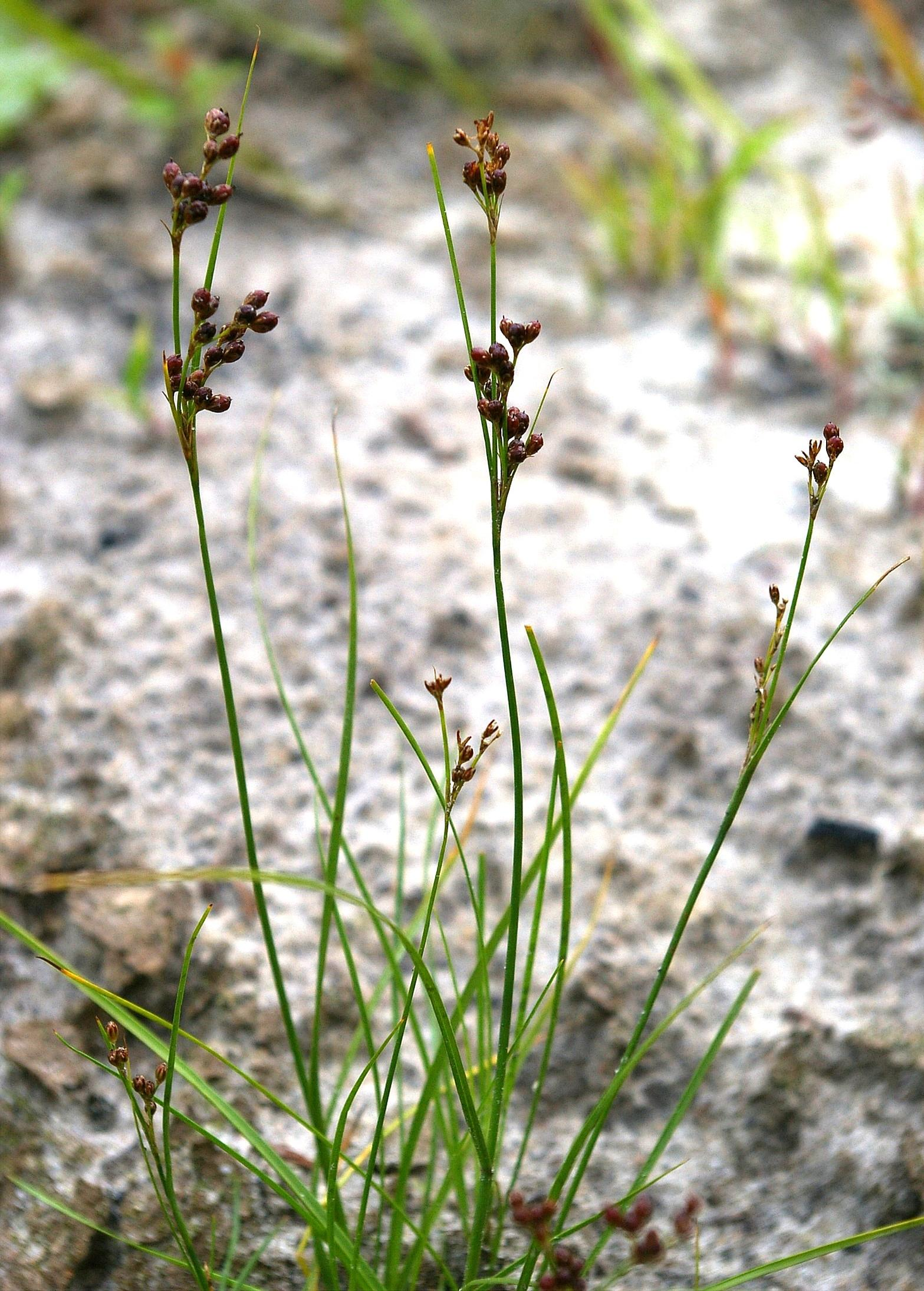
周辺でみられるイグサ科の植物
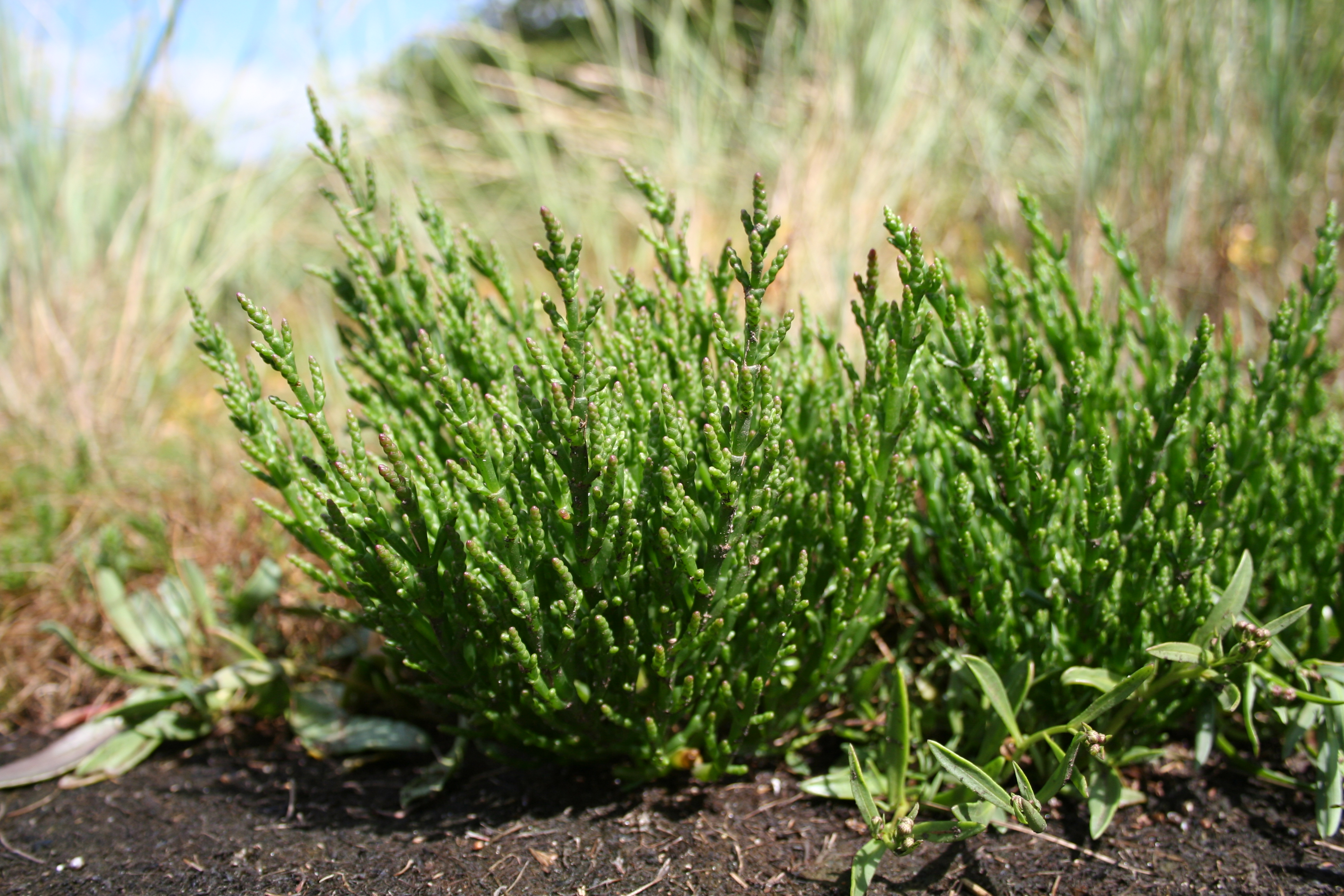
周辺でみられるヒユ科の植物
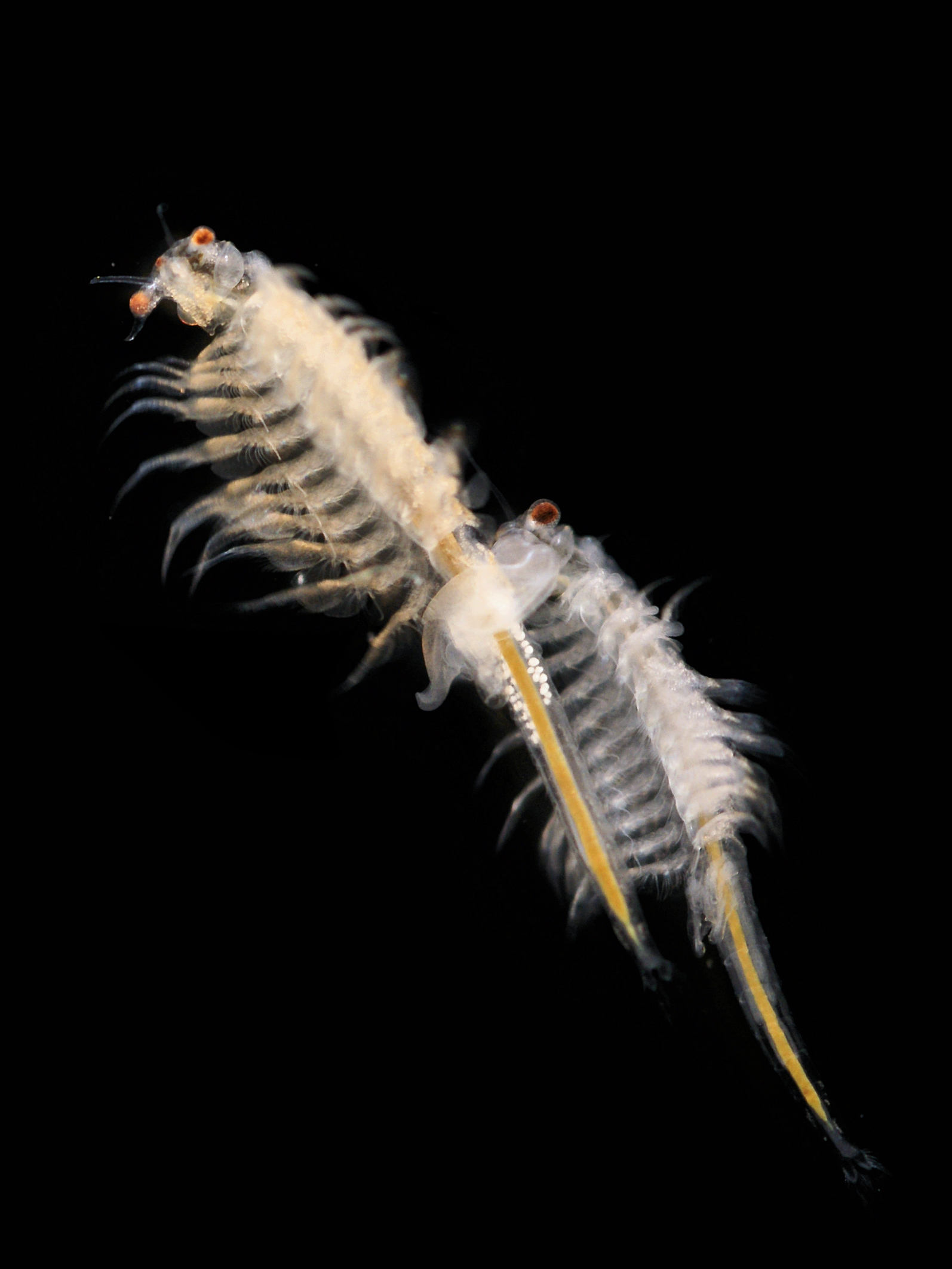
湖に生息しているブラインシュリンプ